# Parapallene algoae
Parapallene algoae är en havsspindelart som beskrevs av Barnard, K.H. 1946. Parapallene algoae ingår i släktet Parapallene och familjen Callipallenidae. Inga underarter finns listade i Catalogue of Life.